# 波卢特里
波卢特里（義大利語：Pollutri），是意大利基耶蒂省的一个市镇。总面积26平方公里，人口2347人，人口密度90.3人/平方公里（2009年）。ISTAT代码为069068。